# ألتو (جورجيا)
ألتو (بالإنجليزية: Alto, Georgia)‏ هي بلدة تقع في مقاطعة هابرشام، جورجيا, مقاطعة بانكس، جورجيا بولاية جورجيا في الولايات المتحدة. تبلغ مساحتها 2.9 (كم²)، وترتفع عن سطح البحر 426 م، بلغ عدد سكانها 1172 نسمة في عام 2010 حسب إحصاء مكتب تعداد الولايات المتحدة وتصل الكثافة السكانية فيها 409.3 نسمة/كم2.

## وصلات خارجية
- The US50 - Cities and Towns in Georgia State
- Georgia Cities and Towns, Facts, Map, Flag, Colleges, Government, and More